# Francesca Troiano
Francesca Troiano (San Giovanni Rotondo, 15 agosto 1985) è una politica italiana.

## Biografia
Laureata in psicologia, svolge la professione di psicologa.

### Attività politica
Alle elezioni politiche del 2018 è eletta deputata del Movimento 5 Stelle. È membro dal 2018 della XII Commissione Affari sociali.
Alla data del 15 giugno 2021 annuncia che parteciperà alla competizione elettorale per le amministrative del Comune di Manfredonia con una lista civica.
Il 15 aprile 2022 abbandona il M5S e aderisce al Gruppo misto.
Il 29 giugno 2022 aderisce a Italia Viva di Matteo Renzi.